# Schoenomyza lativittata
Schoenomyza lativittata är en tvåvingeart som beskrevs av Malloch 1934. Schoenomyza lativittata ingår i släktet Schoenomyza och familjen husflugor. Inga underarter finns listade i Catalogue of Life.